# Grb Francuske
Sadašnji grb Francuske je simbol republike od 1953. godine, iako nema nikakav pravni status kao službeni grb. Pojavljuje se na putovnici Francuske i prvobitno ga je 1912. godine usvojilo Ministarstvo vanjskih poslova Francuske za diplomatsku uporabu. Ujedinjeni narodi su 1953. godine zahtijevale od Francuske da dostavi svoj grb kako bi bio prikazan uz grbove drugih zemalja, a posebna komisija je odlučila da se inačica ovog grba iz 1912. godine pošalje kao grb Francuske. Pritom mu nije dan nikakav službeni status.
Tehnički govoreći, ovo je amblem, jer ne poštuje heraldička pravila. Razlog je u tome što je heraldika u Francuskoj bila smatrana kao aristokratska umjetnost, povezana sa starim, kraljevskim režimom.

## Simboli
- Široki štit s lavljom glavom nosi monogram 'RF', što je akronim za Francusku republiku (fr. République Française).
- Maslinova grančica simbolizira mir.
- Hrastova grančica simbolizira dugovječnost.
- Snop pruća sa sjekirom simbolizira pravdu (tradicija Rima, ne fašizma).

|  | Portal Francuske – Pristup člancima s tematikom o Francuskoj. |